# Produits agroalimentaires traditionnels du Frioul-Vénétie Julienne
Les Produits agroalimentaires traditionnels du Frioul-Vénétie Julienne, reconnus par le ministère des Politiques agricoles, alimentaires et forestières (MIPAAF), sur la proposition du gouvernement de la région du Frioul-Vénétie Julienne sont présentés dans la liste qui suit. La dernière mise à jour est du 7 juin 2012, date de la dernière révision des PAT (produits agroalimentaires traditionnels).

## Liste des produits
| N°  | Dénomination                                                                                     | Secteur                                                                                               |
| --- | ------------------------------------------------------------------------------------------------ | --- |
| 1   | Distillato di pere                                                                               | Boissons sans alcool, spiritueux et liqueurs                                                          |
| 2   | Most                                                                                             | Boissons sans alcool, spiritueux et liqueurs                                                          |
| 3   | Sciroppo di olivello spinoso                                                                     | Boissons sans alcool, spiritueux et liqueurs                                                          |
| 4   | Sciroppo di piccoli frutti                                                                       | Boissons sans alcool, spiritueux et liqueurs                                                          |
| 5   | Sciroppo di sambuco                                                                              | Boissons sans alcool, spiritueux et liqueurs                                                          |
| 6   | Sciroppo di tarassaco                                                                            | Boissons sans alcool, spiritueux et liqueurs                                                          |
| 7   | Sliwowitz, distillato di prugne                                                                  | Boissons sans alcool, spiritueux et liqueurs                                                          |
| 8   | Succo di mela                                                                                    | Boissons sans alcool, spiritueux et liqueurs                                                          |
| 9   | Agnello istriano                                                                                 | Viandes (et abats) et leurs préparations                                                              |
| 10  | Argjel                                                                                           | Viandes (et abats) et leurs préparations                                                              |
| 11  | Bondiola                                                                                         | Viandes (et abats) et leurs préparations                                                              |
| 12  | Brusaula                                                                                         | Viandes (et abats) et leurs préparations                                                              |
| 13  | Cappone friulano                                                                                 | Viandes (et abats) et leurs préparations                                                              |
| 14  | Cicines                                                                                          | Viandes (et abats) et leurs préparations                                                              |
| 15  | Coppa di testa                                                                                   | Viandes (et abats) et leurs préparations                                                              |
| 16  | Cotto d'oca                                                                                      | Viandes (et abats) et leurs préparations                                                              |
| 17  | Crafus                                                                                           | Viandes (et abats) et leurs préparations                                                              |
| 18  | Filon                                                                                            | Viandes (et abats) et leurs préparations                                                              |
| 19  | Insaccati affumicati                                                                             | Viandes (et abats) et leurs préparations                                                              |
| 20  | Lardo                                                                                            | Viandes (et abats) et leurs préparations                                                              |
| 21  | Lingua cotta di Carnia                                                                           | Viandes (et abats) et leurs préparations                                                              |
| 22  | Linguâl                                                                                          | Viandes (et abats) et leurs préparations                                                              |
| 23  | Lujanie                                                                                          | Viandes (et abats) et leurs préparations                                                              |
| 24  | Marcundela                                                                                       | Viandes (et abats) et leurs préparations                                                              |
| 25  | Musetto                                                                                          | Viandes (et abats) et leurs préparations                                                              |
| 26  | Ossocollo e culatello affumicati                                                                 | Viandes (et abats) et leurs préparations                                                              |
| 27  | Pancetta arrotolata dolce e affumicata                                                           | Viandes (et abats) et leurs préparations                                                              |
| 28  | Pancetta arrotolata manicata                                                                     | Viandes (et abats) et leurs préparations                                                              |
| 29  | Pancetta con lonza                                                                               | Viandes (et abats) et leurs préparations                                                              |
| 30  | Pancetta stesa, lardo, guanciale                                                                 | Viandes (et abats) et leurs préparations                                                              |
| 31  | Pestadice                                                                                        | Viandes (et abats) et leurs préparations                                                              |
| 32  | Pestat                                                                                           | Viandes (et abats) et leurs préparations                                                              |
| 33  | Peta o Petuccia, Pitina, Petina                                                                  | Viandes (et abats) et leurs préparations                                                              |
| 34  | Petto d'oca affumicato                                                                           | Viandes (et abats) et leurs préparations                                                              |
| 35  | Pindulis                                                                                         | Viandes (et abats) et leurs préparations                                                              |
| 36  | Polmonarie                                                                                       | Viandes (et abats) et leurs préparations                                                              |
| 37  | Porcaloca                                                                                        | Viandes (et abats) et leurs préparations                                                              |
| 38  | Prosciuttino crudo d'oca                                                                         | Viandes (et abats) et leurs préparations                                                              |
| 39  | Prosciutto cotto praga                                                                           | Viandes (et abats) et leurs préparations                                                              |
| 40  | Prosciutto di Cormons                                                                            | Viandes (et abats) et leurs préparations                                                              |
| 41  | Prosciutto dolce o affumicato                                                                    | Viandes (et abats) et leurs préparations                                                              |
| 42  | Salam di cueste                                                                                  | Viandes (et abats) et leurs préparations                                                              |
| 43  | Salame d'oca                                                                                     | Viandes (et abats) et leurs préparations                                                              |
| 44  | Salame friulano                                                                                  | Viandes (et abats) et leurs préparations                                                              |
| 45  | Sanganel                                                                                         | Viandes (et abats) et leurs préparations                                                              |
| 46  | Sassaka                                                                                          | Viandes (et abats) et leurs préparations                                                              |
| 47  | Sbarbot                                                                                          | Viandes (et abats) et leurs préparations                                                              |
| 48  | Schulta fumat                                                                                    | Viandes (et abats) et leurs préparations                                                              |
| 49  | Sopressa                                                                                         | Viandes (et abats) et leurs préparations                                                              |
| 50  | Spalla cotta di Carnia affumicata                                                                | Viandes (et abats) et leurs préparations                                                              |
| 51  | Speck affumicato                                                                                 | Viandes (et abats) et leurs préparations                                                              |
| 52  | Speck d'oca                                                                                      | Viandes (et abats) et leurs préparations                                                              |
| 53  | Stinco di Carnia                                                                                 | Viandes (et abats) et leurs préparations                                                              |
| 54  | Aceto di mele                                                                                    | Condiments                                                                                            |
| 55  | Salsa balsamica, asperum                                                                         | Condiments                                                                                            |
| 56  | Caciotta caprina                                                                                 | Fromages                                                                                              |
| 57  | Caprino stagionato, caprino invecchiato, vecjo di cjavre                                         | Fromages                                                                                              |
| 58  | Cuincir                                                                                          | Fromages                                                                                              |
| 59  | Formadi frant                                                                                    | Fromages                                                                                              |
| 60  | Fromageso asìno                                                                                  | Fromages                                                                                              |
| 61  | Fromageso caprino morbido                                                                        | Fromages                                                                                              |
| 62  | Fromageso di malga                                                                               | Fromages                                                                                              |
| 63  | Fromageso fagagna                                                                                | Fromages                                                                                              |
| 64  | Fromageso salato                                                                                 | Fromages                                                                                              |
| 65  | Formai del cìt                                                                                   | Fromages                                                                                              |
| 66  | Frico                                                                                            | Fromages                                                                                              |
| 67  | Latteria                                                                                         | Fromages                                                                                              |
| 68  | Monte re                                                                                         | Fromages                                                                                              |
| 69  | Sot la trape                                                                                     | Fromages                                                                                              |
| 70  | Tabor                                                                                            | Fromages                                                                                              |
| 71  | Olio dei colli orientali                                                                         | Matières grasses (beurre, margarine, huiles)                                                          |
| 72  | Olio del carso                                                                                   | Matières grasses (beurre, margarine, huiles)                                                          |
| 73  | Ont (burro fuso di malga)                                                                        | Matières grasses (beurre, margarine, huiles)                                                          |
| 74  | Aglio di Resia                                                                                   | Produits végétaux à l'état naturel ou transformés                                                     |
| 75  | Asparago bianco                                                                                  | Produits végétaux à l'état naturel ou transformés                                                     |
| 76  | Asparago verde in agrodolce                                                                      | Produits végétaux à l'état naturel ou transformés                                                     |
| 77  | Blave di Mortean                                                                                 | Produits végétaux à l'état naturel ou transformés                                                     |
| 78  | Brovada                                                                                          | Produits végétaux à l'état naturel ou transformés                                                     |
| 79  | Castagna canalutta                                                                               | Produits végétaux à l'état naturel ou transformés                                                     |
| 80  | Castagna marrone di Vito d'Asio                                                                  | Produits végétaux à l'état naturel ou transformés                                                     |
| 81  | Castagna obiacco                                                                                 | Produits végétaux à l'état naturel ou transformés                                                     |
| 82  | Ciliegia duracina di Tarcento, duracina di Tarcento, tarcentina, tarčinka, tarčentka, tarcentuka | Produits végétaux à l'état naturel ou transformés                                                     |
| 83  | Cipolla rosa della Val Cosa, cipolla rosa di Castelnovo del Friuli e Cavasso                     | Produits végétaux à l'état naturel ou transformés                                                     |
| 84  | Craut garp                                                                                       | Produits végétaux à l'état naturel ou transformés                                                     |
| 85  | Fagioli borlotti di Carnia                                                                       | Produits végétaux à l'état naturel ou transformés                                                     |
| 86  | Fagiolo borlotto di Pesariis, borlotti 1                                                         | Produits végétaux à l'état naturel ou transformés                                                     |
| 87  | Fagiolo cesarins                                                                                 | Produits végétaux à l'état naturel ou transformés                                                     |
| 88  | Fagiolo dal santisim, da l'aquile, tricolore di Cavazzo                                          | Produits végétaux à l'état naturel ou transformés                                                     |
| 89  | Fagiolo dal voglut, plombin                                                                      | Produits végétaux à l'état naturel ou transformés                                                     |
| 90  | Fagiolo laurons                                                                                  | Produits végétaux à l'état naturel ou transformés                                                     |
| 91  | Fagiolo militons, militons 3                                                                     | Produits végétaux à l'état naturel ou transformés                                                     |
| 92  | Fico figo moro, figo moro, figomoro, figo moro da caneva, longhet                                | Produits végétaux à l'état naturel ou transformés                                                     |
| 93  | Lidrìc cul pòc                                                                                   | Produits végétaux à l'état naturel ou transformés                                                     |
| 94  | Mais da polenta                                                                                  | Produits végétaux à l'état naturel ou transformés                                                     |
| 95  | mela zeuka, zeuka, seuka                                                                         | Produits végétaux à l'état naturel ou transformés                                                     |
| 96  | Patata di Ribis e Godia                                                                          | Produits végétaux à l'état naturel ou transformés                                                     |
| 97  | Patatis cojonariis, patatis di vidiel, cartufulis cojonariis, patate colonarie, patate topo      | Produits végétaux à l'état naturel ou transformés                                                     |
| 98  | Pesca iris rosso                                                                                 | Produits végétaux à l'état naturel ou transformés                                                     |
| 99  | Pesca isontina, a-11, martinis a-11                                                              | Produits végétaux à l'état naturel ou transformés                                                     |
| 100 | Pesca triestina, h-6, martinis h-6                                                               | Produits végétaux à l'état naturel ou transformés                                                     |
| 101 | Radic di mont                                                                                    | Produits végétaux à l'état naturel ou transformés                                                     |
| 102 | Radicchio canarino                                                                               | Produits végétaux à l'état naturel ou transformés                                                     |
| 103 | Ràti                                                                                             | Produits végétaux à l'état naturel ou transformés                                                     |
| 104 | Rosa di Gorizia                                                                                  | Produits végétaux à l'état naturel ou transformés                                                     |
| 105 | Savors                                                                                           | Produits végétaux à l'état naturel ou transformés                                                     |
| 106 | Vellutata di asparago verde                                                                      | Produits végétaux à l'état naturel ou transformés                                                     |
| 107 | Biscotto esse                                                                                    | Pâtes fraîches et produits de boulangerie, biscuiterie, pâtisserie et confiserie                      |
| 108 | Biscotto Pordenone                                                                               | Pâtes fraîches et produits de boulangerie, biscuiterie, pâtisserie et confiserie                      |
| 109 | Biscotto pevarins, peverini                                                                      | Pâtes fraîches et produits de boulangerie, biscuiterie, pâtisserie et confiserie                      |
| 110 | Buiadnik                                                                                         | Pâtes fraîches et produits de boulangerie, biscuiterie, pâtisserie et confiserie                      |
| 111 | Cjalcune                                                                                         | Pâtes fraîches et produits de boulangerie, biscuiterie, pâtisserie et confiserie                      |
| 112 | Cjalzòns o Cjarsons                                                                              | Pâtes fraîches et produits de boulangerie, biscuiterie, pâtisserie et confiserie                      |
| 113 | Colaz                                                                                            | Pâtes fraîches et produits de boulangerie, biscuiterie, pâtisserie et confiserie                      |
| 114 | Favette triestine                                                                                | Pâtes fraîches et produits de boulangerie, biscuiterie, pâtisserie et confiserie                      |
| 115 | Gubana                                                                                           | Pâtes fraîches et produits de boulangerie, biscuiterie, pâtisserie et confiserie                      |
| 116 | Marmellata di mirtilli, fragole, lamponi, mele                                                   | Pâtes fraîches et produits de boulangerie, biscuiterie, pâtisserie et confiserie                      |
| 117 | Marmellata di olivello spinoso e mele                                                            | Pâtes fraîches et produits de boulangerie, biscuiterie, pâtisserie et confiserie                      |
| 118 | Pinza triestina                                                                                  | Pâtes fraîches et produits de boulangerie, biscuiterie, pâtisserie et confiserie                      |
| 119 | Presnitz                                                                                         | Pâtes fraîches et produits de boulangerie, biscuiterie, pâtisserie et confiserie                      |
| 120 | Putizza                                                                                          | Pâtes fraîches et produits de boulangerie, biscuiterie, pâtisserie et confiserie                      |
| 121 | Strucchi                                                                                         | Pâtes fraîches et produits de boulangerie, biscuiterie, pâtisserie et confiserie                      |
| 122 | Calamaro di saccaleva                                                                            | Préparations de poissons, mollusques, crustacés, et techniques particulières d'élevage de ces espèces |
| 123 | Canocia de nassa, cannocchia di nassa                                                            | Préparations de poissons, mollusques, crustacés, et techniques particulières d'élevage de ces espèces |
| 124 | Dondolo, tartufo di mare                                                                         | Préparations de poissons, mollusques, crustacés, et techniques particulières d'élevage de ces espèces |
| 125 | Matàn, aquila di mare, pesce colombo                                                             | Préparations de poissons, mollusques, crustacés, et techniques particulières d'élevage de ces espèces |
| 126 | Mormora di Miramare                                                                              | Préparations de poissons, mollusques, crustacés, et techniques particulières d'élevage de ces espèces |
| 127 | Mussolo de scoio, mussolo di scoglio, arca di Noè                                                | Préparations de poissons, mollusques, crustacés, et techniques particulières d'élevage de ces espèces |
| 128 | Passera coi ovi, passera con le uova                                                             | Préparations de poissons, mollusques, crustacés, et techniques particulières d'élevage de ces espèces |
| 129 | Pedocio de Trieste, cozza di Trieste                                                             | Préparations de poissons, mollusques, crustacés, et techniques particulières d'élevage de ces espèces |
| 130 | Pesce di valle                                                                                   | Préparations de poissons, mollusques, crustacés, et techniques particulières d'élevage de ces espèces |
| 131 | Sardoni in savor                                                                                 | Préparations de poissons, mollusques, crustacés, et techniques particulières d'élevage de ces espèces |
| 132 | Sardoni salati                                                                                   | Préparations de poissons, mollusques, crustacés, et techniques particulières d'élevage de ces espèces |
| 133 | Sievoli soto sal                                                                                 | Préparations de poissons, mollusques, crustacés, et techniques particulières d'élevage de ces espèces |
| 134 | Trota affumicata di San Daniele                                                                  | Préparations de poissons, mollusques, crustacés, et techniques particulières d'élevage de ces espèces |
| 135 | Miele di acacia del Carso                                                                        | Produits d'origine animale (miel, produits laitiers, à l'exclusion du beurre)                         |
| 136 | Miele di marasca del Carso                                                                       | Produits d'origine animale (miel, produits laitiers, à l'exclusion du beurre)                         |
| 137 | Miele di melata di bosco del Carso                                                               | Produits d'origine animale (miel, produits laitiers, à l'exclusion du beurre)                         |
| 138 | Miele di tiglio del carso                                                                        | Produits d'origine animale (miel, produits laitiers, à l'exclusion du beurre)                         |
| 139 | Miele friulano di acacia                                                                         | Produits d'origine animale (miel, produits laitiers, à l'exclusion du beurre)                         |
| 140 | Miele friulano di castagno                                                                       | Produits d'origine animale (miel, produits laitiers, à l'exclusion du beurre)                         |
| 141 | Miele friulano di tarassaco                                                                      | Produits d'origine animale (miel, produits laitiers, à l'exclusion du beurre)                         |
| 142 | Miele millefiori del Carso                                                                       | Produits d'origine animale (miel, produits laitiers, à l'exclusion du beurre)                         |
| 143 | Miele millefiori della montagna friulana                                                         | Produits d'origine animale (miel, produits laitiers, à l'exclusion du beurre)                         |
| 144 | Miele millefiori della pianura friulana                                                          | Produits d'origine animale (miel, produits laitiers, à l'exclusion du beurre)                         |
| 145 | Ricotta affumicata di malga                                                                      | Produits d'origine animale (miel, produits laitiers, à l'exclusion du beurre)                         |
| 146 | Ricotta di capra                                                                                 | Produits d'origine animale (miel, produits laitiers, à l'exclusion du beurre)                         |